# Scream 3 Days
Scream 3 Days ist eine italienische Melodic-Death-Metal-Band aus Turin, die 2010 gegründet wurde.

## Geschichte
Die Band wurde im Jahr 2010 von dem Gitarristen AleXXX und dem Sänger J. Kross gegründet, nachdem sie bereits Erfahrungen in anderen lokalen Bands gesammelt hatten. 2011 wurde im The Grave Studio die EP The House Without Windows aufgenommen, das im selben Jahr bei Join This Order Records veröffentlicht wurde. Nach mehreren Konzerten konnte die Band ihre Bekanntheit vor allem in Norditalien steigern; anschließend kam der Bassist Andrea „Kahlenberg“ Signorelli zur Gruppe. Daraufhin begannen die Arbeiten zum neun Lieder umfassenden Debütalbum Kolera 666 mit dem Produzenten Ettore Rigotti. Zur selben Zeit unterzeichnete die Gruppe einen Vertrag bei Eagle Booking Management. Das Album wurde 2017 bei Punishment 18 Records veröffentlicht.

## Stil
In seiner Rezension zu Kolera 666 schrieb Andrea Intacchi von metalitalia.com, dass hierauf Melodic Death Metal zu hören ist, der durch Einflüsse aus dem Thrash Metal und dem Black Metal angereichert werde.

## Diskografie
- 2011: The House Without Windows (EP, Join This Order Records)
- 2017: Kolera 666 (Album, Punishment 18 Records)
- 2020: Rhesus negative (Album, WormHoleDeath Record Label)